# Greasy Hair Makes Money
Greasy Hair Makes Money är det åttonde studioalbumet med den brittiska punkrockgruppen Snuff. Albumet lanserades av det ägna skivbolaget 10 Past 12 Records 2004.

## Låtlista
1. "The Sound of the Underground" – 2:49
2. "A Lovers' Concerto" – 3:27
3. "Song to the Siren" (Tim Buckley, Larry Beckett) – 2:56
4. "You're A Big Girl Now" – 	4:43
5. "Bye Bye Blackbird" – 2:47
6. "O Sakana Tengoku" – 2:43
7. "Planet Rock" – 1:51
8. "Let The Music Play" – 4:34
9. "Rokko Oroshi" – 3:38